# Коронація Бокасси I

Герб Центрально-Африканської імперії

Коронація Бокасси I — урочиста церемонія коронації на імператора Центральної Африки Жана-Беделя Бокасси, що відбулася 4 грудня 1977 року на стадіоні в Бангі, столиці Центрально-Африканської імперії.
Це була єдина коронація в історії Імперії — короткочасної самопроголошеної монархії — яка була створена 1976 року військовим диктатором і президентом Центрально-Африканської Республіки.
Коронаційна церемонія була майже точною копією коронації Наполеона I, як імператора французів у 1804 році. Сама церемонія та заходи пов'язані з нею були відзначені розкішшю та пишністю. Витрати склали понад 20 мільйонів доларів США і завдали серйозної шкоди бюджету держави. Також факт церемонії викликав велике невдоволення в Африці та в усьому світі. Після коронації Бокасса пробув при владі менше двох років. У вересні 1979 року відбулась операція спецслужб Франції «Баракуда», що призвела до усунення імператора від влади. В результаті спецоперації монархія була скасована, а країна знову стала республікою.

## Передісторія

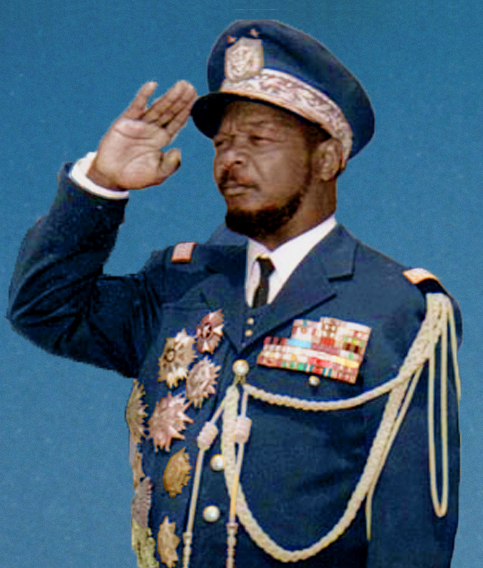
Жан-Бедель Бокасса, 1970 р.

З 1875 року басейн річки Убанги, включаючи сучасну територію Центрально-Африканської Республіки, перебував під владою місцевого суданського правителя Рабіх аз-Зубайрі. Французи і бельгійці почали проникати в регіон з 1885 року. У 1887 році Франція підписала договір з «Вільною державою Конго» (приватна власність короля Бельгії), за яким правобережжя річки Убанги відходило під французький контроль (лівий берег залишався за Бельгією).
1910 року території ЦАР, Чаду, Габону і Середнього Конго були об'єднані у федерацію Французької Екваторіальної Африки. Періодично населення піднімало повстання проти французької колоніальної політики.
1940 року територія відмовилася (разом з усією федерацією, окрім Габону) підкорятися пронімецькому уряду Віші. Це було пов'язано головним чином з тим, що економіка Французької Екваторіальної Африки була істотно зав'язана на сусідні англійські колонії (в першу чергу сучасну Нігерію), з якими уряд Франції знаходилося в стані війни.
Після Другої світової війни, у 1946 році була прийнята нова конституція Франції, яка розпочала серію реформ. Результатом стало отримання африканськими колоніями незалежності.
1958 року був проведений референдум, за результатами якого Французька Екваторіальна Африка була скасована. 1 грудня того ж року законодавчі збори проголосили створення Центральноафриканської Республіки.
1 січня 1966 року в Центрально-Африканській республіці був проведений державний переворот, в результаті якого до влади прийшов полковник Жан-Бедель Бокасса. Влада Франції підтримувала нового диктатора та співпрацювала з ним.
Навесні 1976 року, під час візиту президента Франції Валері Жискар д'Естена, Бокасса розповів йому про свої плани проголосити Центрально-Африканську Республіку імперією та провести коронацію.
Створення монархії допомогло б Центральній Африці покращити свою позицію на континенті та підвищити свій авторитет на міжнародній арені. Французький лідер запропонував провести скромну церемонію коронації в традиційному африканському стилі, уникаючи великих витрат, оскільки Центрально-Африканська Республіка була однією з найбідніших країн Африки.
Бокасса наполегливо просив д'Естена про допомогу Франції в організації заходу. Президент Франції погодився допомогти з кількох причин: по-перше, відмова могла поставити під загрозу продовження вигідної французької ролі в гірничодобувній галузі країни — переважно видобування урану та алмазів; а по-друге, Франція була зацікавлена у збереженні свого впливу на країну, яка поряд з Габоном та Заїром була частиною трикутника, на якому спиралася французька політика в регіоні. Однак тривога з боку Франції посилилася після того, як Бокасса спробував наблизитися до Лівійського лідера Муамара Каддафі, який напружив стосунки з Францією та профранцузьким Чадом (через територіальну суперечку). Президент Франції Д'Естен надав матеріальну допомогу президенту Центральної Африки в обмін на розрив зв'язків з Каддафі.
4 грудня 1976 року на позачерговому з'їзді правлячої партії MESAN Бокасса оголосив про перейменування Центральноафриканської Республіки в Центральноафриканську імперію та проголосив себе імператором. На з'їзді була прийнята Конституція імперії, згідно з якою імператор був главою виконавчої влади, а монархія була оголошена спадковою, наслідуваною за чоловічою лінією на випадок, якщо сам імператор не призначив майбутнього наступника.
Його повний титул був: «Імператор Центральної Африки за волею людей Центральної Африки, об'єднаних в рамках національної політичної партії MESAN». Іншим його офіційним титулом був: «Його Імператорська Величність Бокасса Перший, апостол миру і слуга Ісуса Христа, імператор і маршал Центральної Африки.»
Незабаром після проголошення імперії Бокасса, який до цього прийняв іслам і змінив своє ім'я на Салах Еддін Ахмед Бокасса під час візиту М. Каддафі у вересні 1976 року, повернувся до католицизму.
Першим світовим лідером, який привітав Бокассу з імператорським титулом, був президент д'Естен, який протягом декількох років підтримував дружні стосунки з Бокассою. У 1975 році глава французької держави назвав себе другом і членом сім'ї президента Центральної Африки. Крім того, Д'Естен кілька разів відвідував Центральну Африку, щоб полювати у приватних маєтках Бокасси, звідки він разом зі своїми братами привіс бивні слонів, насаджених на голови левів та діаманти, подаровані їм самим Бокассою. Майбутній диктатор Центральноафриканської Республіки був добре знайомий з першим президентом П'ятої республіки Франції Шарлем де Голлем, який вважав його своїм союзником по зброї.

## Підготовка
Ж. Бокасса запланував свою коронацію на 4 грудня 1977 року, рівно через рік після проголошення Центрально-Африканської імперії, за прикладом Наполеона І, який був коронований 2 грудня 1804 року, в Соборі Паризької Богоматері. Він вважав імператора французів своїм кумиром. Поруч з самим Ж. Бокассою під час церемонії мала бути коронована його «перша дружина» Катерина Денгуаде. Їх сина Жана-Беделя Бокасу-молодшого, одного з понад 70 дітей Бокасси від 19 дружин, проголосили спадкоємцем імператорського престолу. Після смерті Ж. Бокасси, цей його син став головою Будинку Бокасси і офіційним претендентом на імператорський престол. Інші найближчі діти імператора отримали титули принців і принцес.
Під час підготовки до коронації було утворено кілька спеціальних комітетів, кожен з яких відповідав за певний напрямок підготовки. Наприклад, комітету відповідальному за розміщення, було доручено приміщення 2500 іноземних гостей. З цією метою, отримавши дозвіл від Бокасси, члени комітету почали реквізувати квартири, будинки та готелі у мешканців Бангі на час святкування. Завданням іншого комітету було повністю змінити вигляд столиці, і особливо тих районів, які мали бути використані під час коронації. Під його керівництвом відбувалися прибирання вулиць, фарбування будівель, а також вивезення міських жебраків за межі центральних районів Бангі.
Текстильні підприємства Центрально-Африканської імперії займалися пошиттям сотень урочистих костюмів для тих, хто мали стати гостями на церемонії. Влада встановила певний дрес-код: дітям наказали носити білий одяг, чиновникам середнього рівня темно-синій, а високопосадовцям і міністрам чорний колір.

Прапор Імператора Центральної Африки, 1976—1979 рр.

Поки в столиці готувались до заходів, Ж. Бокасса шукав контактів із іноземними митцями та запрошував їх до Бангі, щоб увіковічнити його у їх творах. Західнонімецький художник Ганс Лінус Мурнау написав два великі портрети імператора. В одному — без корони, на другому — в короні. Другий портрет згодом був використаний у пам'ятній поштовій марці, присвяченій коронації. Крім того, у Франції були написані Імператорський марш та Імператорський вальс, а також коронаційна ода, яка складалася з 20 катренів.
Багато предметів, використаних під час коронації, були зроблені французькими майстрами. Вже в листопаді 1976 року представник посольства Центральної Африки у Франції конфіденційно повідомив скульптора Олів'є Бріса, що президент Бокасса хотів би залучити його до роботи з оздоблення Катедрального собору Паризької Богоматері в Бангі. Крім того, Брайс отримав доручення розробити проекти Імператорського Престолу та карети.
Ж. Бокасса замовив великий перстень з діамантами у американського підприємця Альберта Джоліса з «Diamond Distributors», який прийняв замовлення, але організував обробку низькосортного, дрібнокристалічного чорного діаманту, схожого на контури Африки на карті, і вставив його у велике кільце. Місце на чорному камені, яке приблизно відповідало положенню Центрально-Африканської імперії на континенті, було прикрашене безбарвним діамантом. Каблучка, вартість якої не перевищувала 500 доларів США, була представлена Бокассі як унікальний алмаз вартістю понад 500 000 доларів США. Після його повалення Бокасса взяв із собою у вигнання «унікальний діамант», і А. Джоліс цинічно не рекомендував продавати його.
Імператорський трон, виготовлений із позолоченої бронзи, був спроектований як сидячий орел із розпростертими крилами. Висота трону становила 3,5 на 4,5 метри (11 на 15 футів) і важив близько двох тонн.
Тронне сидіння з червоного оксамиту, було зроблено місцевим майстром Мішелем Кузеном. Загалом вартість трону становила приблизно 2 500 000 доларів США. Для карети, в якій Бокасса повинен був проїхати вулицями Бангі в день коронації, скульптор Бріс придбав стару карету в Ніцці, відновив її, покрив оксамитом зсередини і частково прикрасив золотом і додав емблеми зовні. З Бельгії було закуплено вісім білих коней, яких планувалося запрягти в карету імператора. Крім того, кілька десятків нормандських сірих коней були придбані для супроводу імператора.
Більшість костюмів також виготовили у Франції. Французька компанія Guiselin, яка колись виконувала подібні роботи за часів Наполеона І, взялася за створення коронаційного костюму для імператора, спільно з П'єром Карденом. Імператорський одяг складався з довгої тоги, що доходила до підлоги, яка була прикрашена тисячами крихітних перлин, взуття, також було прикрашено перлами. Дев'ятиметрова мантія малинового оксамиту була прикрашена золотими емблемами у вигляді орлів та окантована хутром горностаїв. Все це разом коштувало центрально-африканській скарбниці 145 000 доларів США. Ще 72 400 доларів США коштували сукні, виготовлені Ланвіном для імператриці Катерини та прикрашені 935 000 металевих блискіток. Окрім сукні для імператриці була зроблена мантія, схожа на мантію імператора, але менших розмірів.
Імператорську корону виготовили Артус Бертран, ювелір із Сен-Жермен-де-Пре. Конструкція корони була традиційною: вона мала важкий каркас, що спирався на горностаєву пов'язку з малиновим балдахіном. Над пов'язкою поклали золоту корону, посередині якої розмістили фігуру орла, а вісім дуг розгалужувались від корони, підтримуючи блакитну кулю — символ Землі, — на якій контури Африки були виділені в золотистий колір. Крім того, вся корона була інкрустована діамантами, найбільший з яких — 80 карат — знаходився в центрі фігури орла, на найвидатнішому місці. Вартість корони оцінюється не менше ніж 2 500 000 доларів США. Окрема корона у вигляді вінка, прикрашена 25-каратним діамантом, також призначалася для імператриці. Крім того, для коронації були виготовлені імператорський скіпетр, меч та кілька ювелірних виробів. Все це, включаючи обидві корони, оцінювалося приблизно в 5 000 000 доларів США.
Понад 240 тонн їжі та напоїв, які мали бути подані на бенкеті після коронації, також були доставлені до країни на літаках з Європи. Було закуплено до 40 000 пляшок, включаючи вино з ферм Шато Лафіт Ротшильд та Шато Мутон Ротшильд урожаю 1971 р. Кожна пляшка оцінювалася приблизно в 25 доларів США. Окрім вина, Бокасса замовив 24 000 пляшок шампанського Moët & Chandon та свого улюбленого шотландського віскі Chivas Regal, а також 10 000 срібних келихів.
Також було придбано 60 нових лімузінів Mercedes-Benz. Оскільки в країні не було виходу до моря, транспорт спочатку транспортували до порту Камеруну, а потім переправляли до Бангі. Все це коштувало близько US$ 300,000.
Загальна сума підготовки становила близько 22 000 000 доларів США. Більшість витрат оплатила Франція в обмін на обіцяний розрив Ж. Бокасси з Лівією, однак й Центрально-Африканській імперії довелося заплатити значну суму.

## Запрошення гостей
Ж. Бокасса хотів щоб його коронація відбулась з обов'язковою присутністю Папи Римського Павла VI. З проханням запросити главу Церкви на коронацію Бокасса звернувся до архієпископа Бангі монсеньйора Йоахіма Н'Даєна та апостольського нунція в Центрально-Африканській імперії Оріано Кілічі.
Опіраючись цій ідеї, Квілічі пояснив Бокассі в червні 1977 р., що Папа був занадто старий для такої тривалої подорожі і не зможе бути присутнім на церемонії. Найкраще, що Квілічі міг запропонувати Бокассі, було проведення меси після церемонії коронації. Ватикан представляв на церемонії архієпископ Доменіко Енрічі, який нещодавно представляв Папу Римського під час інтронізації короля Іспанії Хуана Карлоса I 1975 року.
Занепокоєння викликало й відмови глав держав, в тому числі монархів, запрошених до Бангі. Запрошення були відхилені імператором Японії Хірохіто, іранським шахом Мохаммадом Реза Пехлеві, іншими правлячими монархами. Прем'єр-міністр Маврикія сер Сівусагур Рамгулам і президент Мавританії Моктар Улд Дадда також відхили запрошення. Принц Ліхтенштейну Емануель був єдиним монархом, що прилетів до Бангі.
Більшість країн на церемонії коронації були представлені їх послами, а низка країн взагалі бойкотувала церемонію. Такі авторитарні африканські лідери, як Омар Бонго з Габону, Мобуту Сесе Секо з Заїру та Іді Амін з Уганди знайшли причини відмовитись від відвідування Центрально-Африканської імперії. Пізніше, в одному зі своїх інтерв'ю, Бокасса пояснив їхні відмови, сказавши: «Вони заздрили мені, бо я мав імперію, а вони цього не мали».
Найнесподіванішим було рішення президента Франції не брати участь. Він обмежився відправленням меча наполеонівської епохи в якості подарунка від імені французького уряду. Главу французької держави в Бангі представляли міністр співпраці Роберт Галле і радник президента з питань Африки Рене Жуннік.
Р. Галлі засудив високопоставлених чиновників, які відмовились прийняти запрошення до Бангі, але взяли участь у Срібному ювілеї королеви Єлизавети II. «Це пахне расизмом», — підсумував він. Врешті-решт із 2500 запрошених гостей лише 600 погодились прийти, в тому числі 100 журналістів. На церемонії спостерігалась повна відсутність глав держав, а були присутні дипломати й бізнесмени, в тому числі європейські.

## Церемонія
4 грудня 1977 року о 07:00 за західноафриканським часом лімузини Mercedes-Benz вже перевозили гостей у напрямку нового стадіону, побудованого представниками Югославії, де мала відбутися коронація. По дорозі до стадіону машини проїжджали по нещодавно відремонтованих вулицях Бангі і повз Палац спорту імені Жана Беделя Бокасси, по проспекту Бокасса, недалеко від університету імені Жана Беделя Бокасси.
До 8:30 усі гості та учасники церемонії — близько 4000 людей — були на своїх місцях, а до 9:00 очікувалось прибуття самого Бокасси. Щоб підтримувати належну атмосферу, з колонок, розташованих на стадіоні, голосно звучала урочиста музика.
Частина стадіону, де мала відбутися коронація, була прикрашена банерами та гобеленами національних кольорів, червоними шторами та килимами. Низькі платформи, на яких сиділи на тронах імператор та імператриця, були повністю червоними. Трон імператриці був набагато скромніший за імператорський: це був високий стілець із червоного оксамиту з оксамитовим балдахіном із золотою бахромою. Зліва від нього було невеликий трон для спадкового принца. Французькі війська ретельно охороняли стадіон, направлені в країну «для забезпечення церемонії».
До 9:00 кортеж з Бокассою все ще рухався, і оркестр французьких ВМС із 120 осіб, присутній на стадіоні, почав грати стару пияцьку пісню Chevaliers de la table ronde, щоб відвернути увагу гостей. Оскільки кондиціонери на стадіоні не працювали, надзвичайно висока температура понад 35 °C поступово дала про себе знати, що створювало дискомфорт для присутніх, одягнених у костюми та вечірні сукні.
Лише близько 10:10 на стадіон прибув імператорський кортеж. Не витримавши спеки під час поїздки в закритому екіпажі, Бокасса та імператриця Катерина пересіли в один із оснащених кондиціонерами лімузінів «Мерседес» і за кілька сотень метрів до кінця маршруту пересіли знову до карети.
У супроводі звуків імператорського маршу Імператор з'явився на килимі, одягнений у білу тогу з поясом, що має п'ять смуг кольорів національного прапора. Широка стрічка була накинута на плече Бокасси, білі антилопові шкіряні рукавички закривали руки, а голова була прикрашена золотим вінком, виготовленим у давньоримському стилі. У супроводі свого ескорту, операторів і фотографів він піднявся на платформу до свого трону, після чого гвардійці передали йому атрибути імператорської влади: меч і двометровий скіпетр, який Бокасса взяв у праву руку. Тоді кілька пар гвардійців принесли довгу оксамитову мантію на трон, і один з них надів її на імператора. Після цього Бокасса сам поклав корону на голову. Присутні зустріли це оплесками. На завершення церемонії імператор публічно приніс присягу народу Центральної Африки:
Ми, Бокасса I, імператор Центральної Африки, з волі народу Центральної Африки … урочисто присягаємо і обіцяємо — перед людьми, перед усім людством і перед історією — зробити все можливе для захисту Конституції, захисту національної незалежності і територіальної цілісності … і служити Центрально-Африканському народові відповідно до священних ідеалів національної політичної партії.
Коли Бокасса закінчив виступ, аудиторія знову зааплодувала, і з динаміків пролунав «Ренесанс» — державний гімн мовою санго. Після цього розпочалася коронація імператриці Катерини. Одягнена в шати вона підійшла до чоловіка і стала на коліна перед ним, після чого він зняв з її голови вінок і поклав корону. Ця сцена мала помітну схожість з моментом, зафіксованим на картині «Коронація Наполеона» Жаком-Луї Давидом. Крім того французький міністр Роберт Галле був одягнений під час коронації як маршал Французької Імперії Мішель Ней під час коронації Наполеона.
Після коронації імператор, імператриця із придворними дамами, кронпринцом та рештою дітей Бокасси вирушили на месу в Катедральний Собор Нотр-Дам, що за два кілометри від стадіону. По дорозі їх супроводжував кінний підрозділ гусарів. Поки Імператор та Імператриця їхали в закритій кареті, спадковий принц їхав у відкритій кінній кареті. По дорозі до Катедрального Собору імператорський кортеж проїхав під тріумфальними арками та прапорами з літерою «В», що побудували у Бангі напередодні урочистостей. Уздовж дороги стояв натовп на тротуарах.
У Катедральному Соборі заздалегідь були підготовлені два престоли для імператора та імператриці й менший трон для спадкового принца, подібне до того, що було на стадіоні. Ще кілька місць були призначені для високопоставлених гостей, але всім гостям не вистачило сидячих місць, і багатьом довелося стояти. Месу на трьох мовах: французькій, латинській і санго — провів архієпископ Н'Дайен.
Урочиста меса не складалася з якогось особливого ритуалу коронації, а була звичайною Месою Подяки, яку проводить єпископ. Отже не було фактичної релігійної літургії коронації, крім того Бокасса не був помазаний на правління.
Вранці 5 грудня 1977 року в Бангі розпочався урочистий парад з нагоди коронації Бокасси. Парад пройшов на одному з головних проспектів столиці, де для імператора та його гостей була встановлена спеціальна трибуна. О 10:00 прибув Бокасса, імператор був одягнений у мундир маршала, а Катерина була одягнена у вечірню сукню.
Парад був заключною частиною святкувань, що супроводжували коронацію. Крім того, у другій половині дня в Бангі було проведено ряд спортивних заходів, також приурочених до коронації, найбільшою з яких був турнір з баскетболу «Кубок коронації». Пізніше, того ж вечора відбулося кілька бенкетів та прийомів.

## Наслідки
Коронація Бокасси I викликала неоднозначну реакцію у всьому світі та призвела до переважно негативних коментарів інших правителів в Африці.
Однак, незважаючи на те, що коронація та супутні святкування завдали серйозної шкоди державному бюджету, Бокасса був не єдиним монархом, який вирішив влаштувати подібну пишну подію: у 1971 році з нагоди святкування Перської імперії 2500 років, Шах Мохаммед Реза Пахлаві з Ірану оголосив себе спадкоємцем Кіра Великого Імперії Ахеменідів і витратив близько 100 мільйонів доларів США на святкування ювілею.
У 1979 році намітилося нове зближення Центральної Африки з Лівією Каддафі, що було для Франції неприйнятним. За відсутності імператора, що був у цей час з офіційним візитом в Лівії, 20 вересня 1979 року Бангі, за участю французьких десантників стався державний переворот (операція «Баракуда»), після якого Давид Дако знову став президентом відновленої республіки.